# Thỏ xám Viên

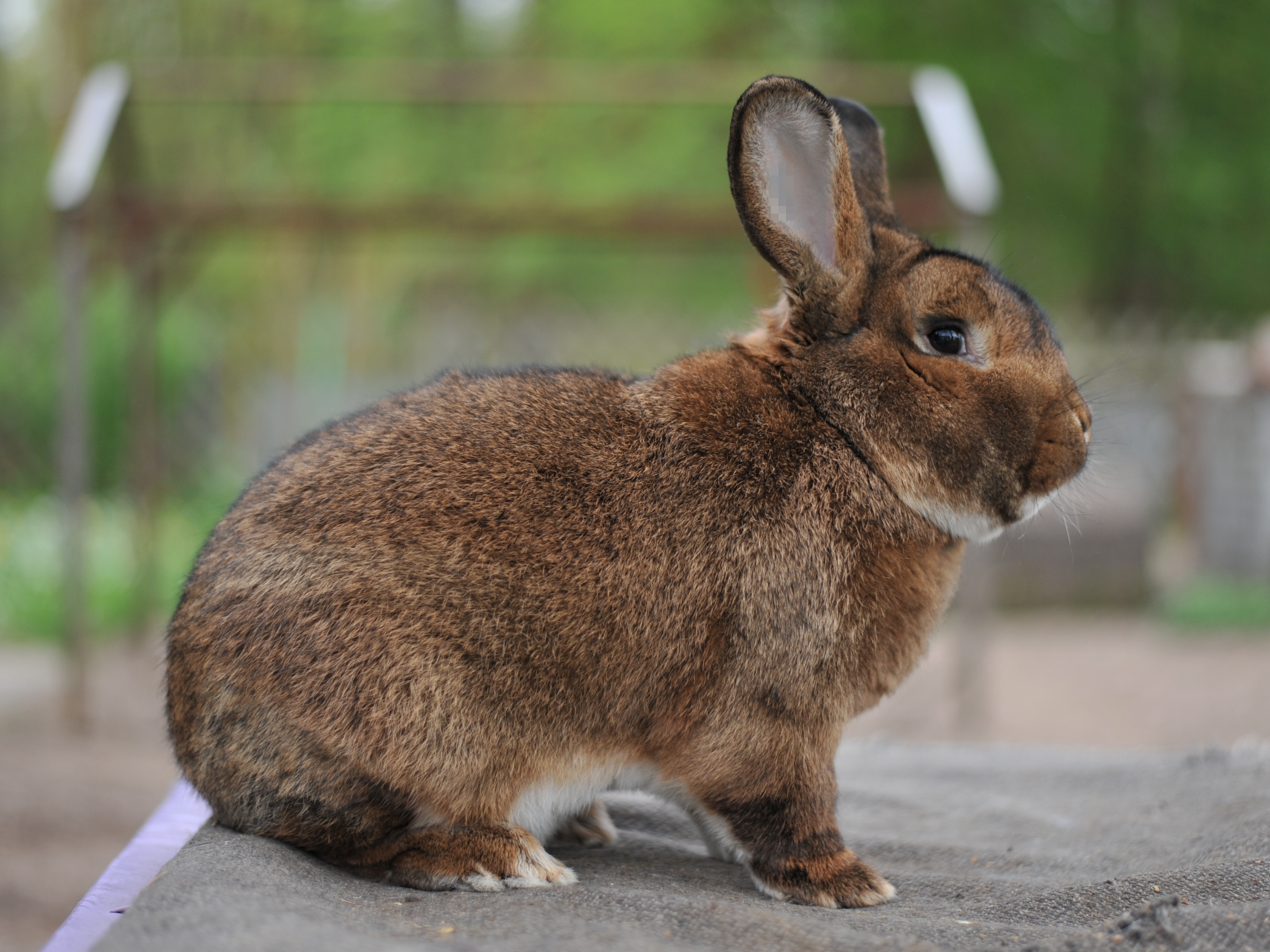
Một con thỏ xám Viên

Thỏ xám Viên (Gris de Vienne) là một giống thỏ có nguồn gốc từ thủ đô Viên của nước Áo nhưng có nguồn gốc sâu xa từ Đức. Đây là giống thỏ được chọn lọc từ thỏ thường được tìm thấy trên các trang trại thỏ nhà. Nó được trưng bày lần đầu tiên tại Chemnitz dưới cái tên "con thỏ Đức".
Trong những năm 1930, Gustave Korn Eislingen đem thỏ xám có mặt tại triển lãm của các câu lạc bộ nhà nhân giống thỏ Vienna Württemberg. Chúng được chào đón và sau vài năm được công nhận theo tiêu chuẩn của Đức là "thỏ Vienna xám". Loài thỏ này sau đó được đổi tên thành "thỏ Đức" vào năm 1943.

## Đặc điểm
Tất cả các màu sắc được cho phép trong các tiêu chuẩn giống đầu tiên. Thỏ nặng 2-2,5 kg nhưng nhanh chóng tăng cân do được cải thiện với việc lai nó với các giống thỏ lớn. Sau đó nó được đổi tên thành "con thỏ mới của Đức,". Thỏ Vienna Xám là một con thỏ cỡ vừa có trọng lượng từ 3 đến 5 kg. Nó có một thân hình trụ, rất cơ bắp, thân bè và nhỏ gọn, cổ là khá ngắn và mang một cái đầu to mạnh mẽ và rộng. Đôi tai thẳng, mở rộng, dài từ 11 đến 13,5 cm. Một diềm cổ nhẹ có mặt ở con cái. Lông dài, dày, mềm mại và thoáng mát. Chúng có màu xám-nâu điểm xuyết màu đen, với sắc thái khác nhau, từ màu xám sang màu khá tối, dưới chân, cằm, bụng và đuôi có màu trắng.
Chúng là vật nuôi nhạy cảm với các yếu tố ngoại cảnh (chốn trạy, sợ tiếng động), khả năng thích ứng với môi trường kém. Sống trong nhà chúng sẽ được an toàn hơn. Cần tránh tiếp xúc với các loài động vật khác, đặc biệt là chuột. Nếu ban ngày chúng ăn không hết thức ăn thì cần vét sạch máng, nếu thừa chuột sẽ lên ăn và cắn chết thỏ, nhất là thỏ con mới đẻ.
Dạ dày chúng co giãn tốt nhưng co bóp yếu. Nhiều con bị chứng sâu răng hành hạ và có vấn đề về tiêu hóa. Chúng cũng bị mắc một số bệnh như bại huyết, ghẻ, cầu trùng, viêm ruột, do ăn thức ăn sạch sẽ, không bị nấm mốc. Nếu thấy chúng có hiện tượng phân hôi, nhão sau đó lỏng dần thấm dính đét lông quanh hậu môn, kém ăn, lờ đờ uống nước nhiều đó là bệnh tiêu chảy. 

## Chăm sóc

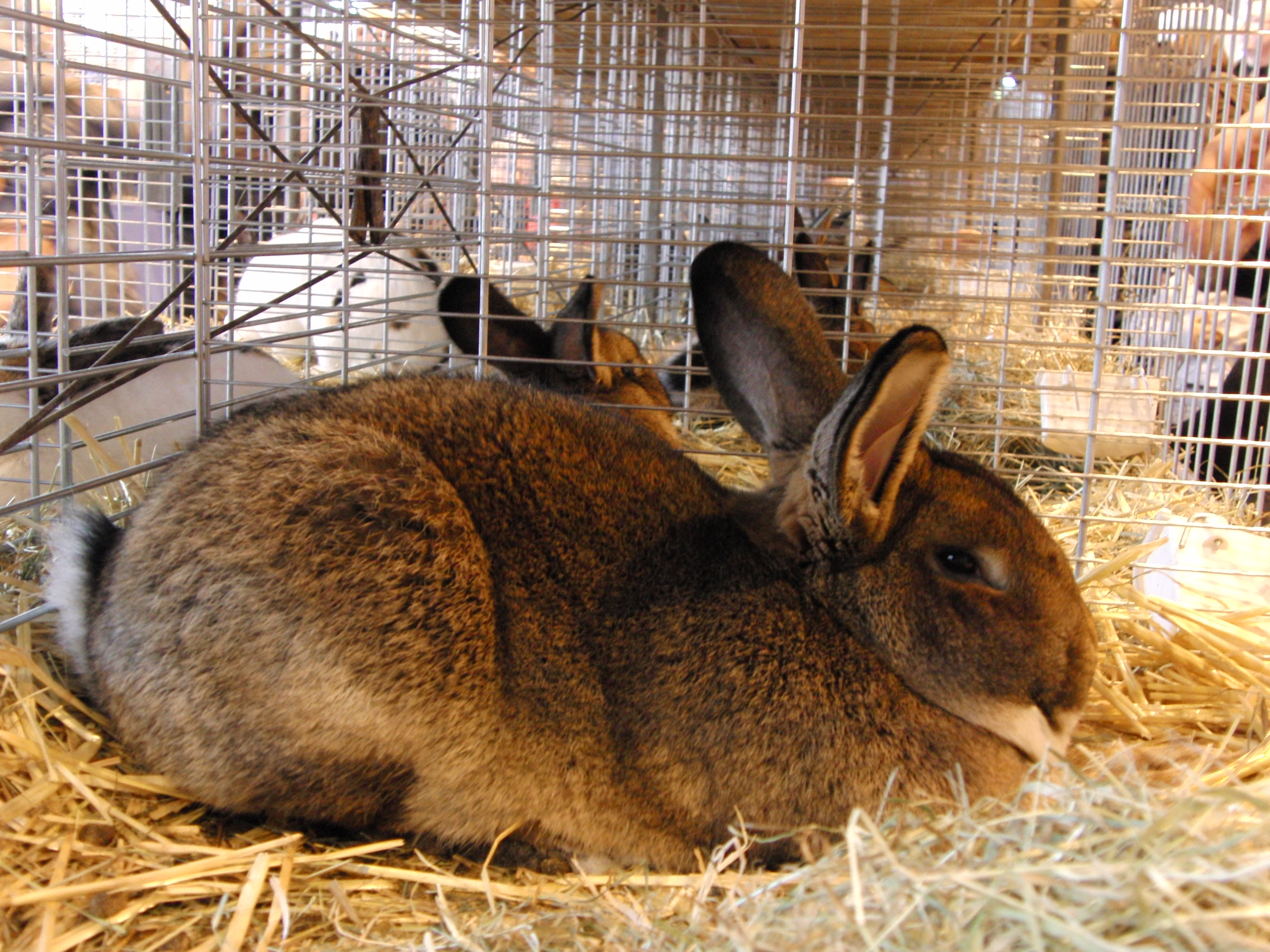
Một con thỏ xám Viên

Cho ăn cà rốt có thể khiến chúng bị sâu răng, cũng như gây nên những vấn đề về sức khỏe khác. Cà rốt và táo chứa nhiều đường thực vật, chỉ nên cho thỏ ăn những loại này ít. Chúng thích cam thảo nhưng nó lại không tốt bởi thỏ không thể tiêu hóa đường. Chúng thông thường không ăn rau củ có rễ, ngũ cốc hoặc trái cây, đặc biệt là rau diếp. Nên cho thỏ ăn cỏ, cải lá xanh đậm như bắp cải, cải xoăn, bông cải xanh.
Luôn có thức ăn xanh trong khi chăm sóc, lượng thức ăn xanh cho chúng luôn chiếm 90% tổng số thức ăn trong ngày. Có thể cho chúng ăn thêm thức ăn tinh bột, không được lạm dụng vì chúng sẽ dễ bị mắc bệnh về đường tiêu hóa dẫn đến chết. Nhiều người cho rằng thỏ không cần uống nước là sai. Thỏ chết không phải do uống nước hay ăn cỏ ướt mà vì uống phải nước bẩn và ăn rau bị nhiễm độc.
Thỏ sơ sinh sau 15 giờ mới biết bú mẹ. Trong 18 ngày đầu thỏ hoàn toàn sống nhờ sữa mẹ. Nếu được bú đầy đủ thì da phẳng và 5-8 ngày đầu mới thấy bầu sữa thỏ mẹ căng phình ra, thỏ con nằm yên tĩnh trong tổ ấm, chỉ thấy lớp lông phủ trên đàn con động đậy đều. Nếu thỏ con đói sữa thì da nhăn nheo, bụng lép và đàn con động đậy liên tục. Nguyên nhân chủ yếu thỏ con chết là do đói sữa, dẫn đến suy dinh dưỡng, chết dần từ khi mở mắt.